# ブライト人
ブライト人（Belait people）はブルネイ・ブライト地区に主に居住する民族集団である。彼らはブライト地区の原住民であり、地名の由来となった。ブライト地区の多数派を形成し、大半はムスリムである。ブライト人はオーストロネシア語族マレー・ポリネシア語派に属するブライト語（Belait language）を伝統的に使用してきたが、現在では話者減少で消滅の危機にある。今日のブライト人はブルネイの国語であるマレー語を使用する。マレー系の文化や言語を有しているため、ブライト人とマレー人の区別はきわめて難しい。
ブルネイ・ダルサラーム国憲法では、ブライト人はブミプトラ（Bumiputera、ブルネイ原住民）に認定され、ブルネイ原住民の7民族のうちの1民族となっている。ブルネイ政府は、ブライト人をマレー系民族の特徴を有していることから「マレー系」と見なしている。